# Ludowy Ruch Republikański
Mouvement Républicain Populaire, Ludowy Ruch Republikański, MRP – francuska partia chrześcijańsko-demokratyczna działająca w latach 1944–1978. Jej liderami byli: Maurice Schumann, Georges Bidault, Robert Schuman i Pierre Pflimlin.
Założona w 1944 r., partia głosiła początkowo program radykalnych reform społecznych: nacjonalizacja wielkiego przemysłu, udział robotników w zarządzaniu przedsiębiorstwami, planowanie gospodarcze, szeroka opieka społeczna. MRP uczestniczyła w większości rządów francuskiej Czwartej Republiki (zaraz po wojnie współtworzyła z francuskimi komunistami i socjalistami trójpartyjny, tymczasowy rząd republiki francuskiej) i obok niemieckiego i włoskiego odpowiednika należała do największych partii chrześcijańsko-demokratycznych w Europie. Przyczyniła się do zbliżenia francusko-niemieckiego i optowała silnie za zjednoczoną Europą.
Przełom lat 50. i 60. był okresem gwałtownej polaryzacji poglądów, głównie wokół kwestii wojny algierskiej (Bidault jawnie wspierał OAS). W latach 60. część członków partii aktywnie popierała prezydenta de Gaulle’a, inni odeszli z niej, wywołując proces jej stopniowej erozji. Resztki członków MRP przystąpiły w 1978 r. do UDF.